# Стара Какава
Стара Какава (пол. Stara Kakawa) — село в Польщі, у гміні Ґодзеші-Великі Каліського повіту Великопольського воєводства.
Населення — 357 осіб (2011).
У 1975-1998 роках село належало до Каліського воєводства.

## Демографія
Демографічна структура станом на 31 березня 2011 року:
|          | Загалом | Допрацездатний вік | Працездатний вік | Постпрацездатний вік |
| -------- | ------- | ------------------ | ---------------- | -------------------- |
| Чоловіки | 171     | 35                 | 114              | 22                   |
| Жінки    | 186     | 39                 | 99               | 48                   |
| Разом    | 357     | 74                 | 213              | 70                   |